# Olivia Gay
Olivia Gay est une violoncelliste française née en 1987 à Mulhouse.

## Biographie
Olivia Gay naît en 1987 à Mulhouse,.    
Elle commence l'apprentissage de la musique à Belfort avant d'étudier à Strasbourg puis à Paris avec Marc Coppey et de se perfectionner en Allemagne auprès de Jean-Guihen Queyras.    
En 2022, elle devient ambassadrice du programme « Agir pour la forêt », fonds de dotation de l'Office national des forêts. Dans ce cadre, elle reverse une partie des bénéfices de ses concerts et de la vente de ses disques pour l'entretien des forêts, une cause qui lui tient à cœur, à l'instar des problématiques écologiques d'une façon plus générale. Dans cet esprit, Olivia Gay donne également des récitals en forêt,,,,.    
Impliquée comme interprète dans la promotion de la musique contemporaine, Olivia Gay a notamment enregistré des œuvres de Peteris Vasks, Philippe Hersant et Camille Pépin.    
Elle joue un violoncelle Domenico Montagnana (1733), prêté par la Beare's International Violin Society de Londres.    

## Discographie
- Horizon(s), concertos pour violoncelle de Philippe Hersant, Peteris Vasks et Thierry Maillard, avec l'Orchestre Pasdeloup, Wolfgang Doerner (dir.), Ilona Records, 2018[9]
- Origine(s), Ilona Records, 2019[10]
- Whisper me a tree, avec Célia Oneto Bensaid (piano) et l'Orchestre national de Cannes, Benjamin Levy (dir.), Fuga Libera, 2022[5],[1],[11]